# Scoliciosporum chlorococcum

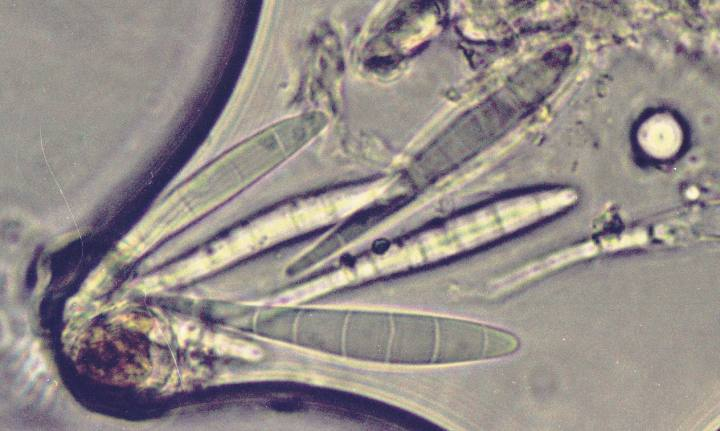
Spore di Scoliciosporum chlorococcum x1000. Misure approssimative 44 x 6 μm

Scoliciosporum chlorococcum (Graewe ex Stenh.) Vězda, 1978 è una specie di lichene attribuito alla famiglia delle Lecanoraceae.
Presenta una forma di crescita crostosa, corpi fruttiferi (apoteci) di colore nero, spesso lucenti e senza bordo. L'epiimenio è verdastro, l'ipotecio è incolore o al massimo brunastro molto chiaro. Le spore, contenute negli aschi, sono ialine e settate trasversalmente.
È una specie epifita (cioè che colonizza gli alberi) e sassicola (si trova anche sulle rocce).
In Italia è una specie diffusa e tollera l'inquinamento atmosferico.

## Sinonimi e binomi obsoleti
- Arthrospora chlorococca (Graewe ex Stenh.) H. Olivier, (1911)
- Bacidia chlorococca (Graewe ex Stenh.) Lettau
- Bacidia chlorococca var. hilarior (Th. Fr.) Zahlbr.
- Bacidia chlorococca var. tristrior (Th. Fr.) Zahlbr.
- Bacidia salicicola Wheldon & Travis
- Biatora hypnophila var. chlorococcum Graewe ex Stenh.
- Bilimbia chlorococca (Graewe ex Stenh.) Th. Fr.
- Bilimbia chlorococca var. hilarior Th. Fr., (1874)
- Bilimbia chlorococca var. tristrior Th. Fr., (1874)
- Lecidea chlorococca (Graewe ex Stenh.) Graewe, (1867)